# Eupithecia pupila
Eupithecia pupila là một loài bướm đêm trong họ Geometridae.